# Barisano di Ibelin
Barisano di Ibelin "il Vecchio" (... – 1151) è capostipite della famiglia di Ibelin e figura importante del Regno di Gerusalemme.
La famiglia di origine di Barisano è incerta. La casata stessa di Ibelin affermava una discendenza dai Le Puiset, visconti di Chartres in Francia e che fosse fratello di un Conte Guillin di Chartres. Alcuni notano che il nome Barisano rinvia ad un'origine barese (della città di Bari), è soprattutto diffuso in Toscana e Liguria ed era molto diffuso in Sardegna nell'undicesimo secolo. La forma Baliano sembra dovuta ad una semplificazione tipica della pronuncia del francese antico del XII secolo (in francese, Barisano di Ibelin è chiamato Barisan oppure Balian).
La sua presenza in Terrasanta è documentata già nel 1115, quando è confermato il suo dono di una vigna all'abbazia di Josaphat; la sua più probabile origine è Pisa ed egli sarebbe arrivato in Terrasanta tra i seguaci di 
Dagoberto da Pisa.
Riley-Smith ha suggerito, reinterpretando l'affermazione della casata, che Baliano fosse fratello di Gilduin di Le Puiset e di Ugo II di La Puisset
È citato nel 1120 come conestabile della contea di Giaffa. Verso il 1122 sposò Helvis di Ramla, figlia di Baldovino di Ramla e di Stefania di Nablus, che gli portò in dote la signoria di Ramla.
Quando, nel 1134, Ugo II di Le Puiset, conte di Giaffa, si ribellò a Folco, che era diventato re di Gerusalemme, Barisano prese le difese del re. Nel 1141 Folco fece costruire un castello a Jabneh (anche detta Iamnia, l'odierna Yavne) e come ricompensa per la sua fedeltà, nominò come suo signore Barisano. Quest'ultimo assunse come nome del casato quello del castello, che essendo costruito a Iamnia, venne chiamato "di Ibelin".

## Discendenza di Barisano di Ibelin
- Ugo di Ibelin († 1170), signore di Ibelin e Ramla
- Baldovino di Ibelin († 1187), signore di Mirabel, poi di Ramla
- Baliano di Ibelin († 1193), signore di Nablus e di Ibelin
- Ermengarda di Ibelin († 1160/67), andata in sposa a Elinardo di Bures, principe di Galilea e signore di Tiberiade
- Stefania di Ibelin († dopo il 1167)